# Sojus 17
Sojus 17 ist die Missionsbezeichnung für den am 10. Januar 1975 gestarteten Flug eines sowjetischen Sojus-Raumschiffs zur sowjetischen Raumstation Saljut 4. Es war der erste Besuch eines Sojus-Raumschiffs bei dieser Raumstation und der 32. Flug im sowjetischen Sojus-Programm. 

## Besatzung

### Hauptbesatzung
- Alexei Alexandrowitsch Gubarew (1. Raumflug), Kommandant
- Georgi Michailowitsch Gretschko (1. Raumflug), Bordingenieur

### Ersatzmannschaft
- Wassili Grigorjewitsch Lasarew, Kommandant
- Oleg Grigorjewitsch Makarow, Bordingenieur

Die Unterstützungsmannschaft bestand aus Pjotr Klimuk und Witali Sewastjanow.

## Missionsüberblick
Schwerpunkt der Arbeit waren astronomische und astrophysikalische Untersuchungen. Dabei musste der Spiegel des Hauptinstruments zur Sonnenbeobachtung neu beschichtet werden.
Die Bahnhöhe der Saljut 4 betrug ca. 350 km über der Erde (günstig in Bezug auf astronomische Beobachtungen), daher waren Manöver zur Annäherung an die Station nötig.
Mit einer Flugdauer von 29 Tagen wurde ein neuer sowjetischer Langzeitrekord aufgestellt. Die US-Amerikaner hatten dagegen mit Skylab 4 fast drei Monate in einer Raumstation verbracht.